# Mogilno
Mogilno (udtale:|mɔˈɡʲilnɔ|) er en by i det centrale Polen i voivodskabet Kujawsko-pomorskie og har 11.453(2021) indbyggere, og et areal på 10.99 km². Den er administrationsby i powiat Mogilno.

## Geografi
Mogilno ligger i den historiske region Vestpreussen ved Mogilno-søen, syd for Wiecanowo-søen, omkring 50 kilometer syd for byen Bromberg og omkring 30 km nordøst for Gniezno (Gnesen).

## Historie
Stedet går tilbage til en bebyggelse fra det 8. til 9. århundrede, der lå på en bakke nær søen. Mogilno-klosteret, et benediktinerkloster, blev grundlagt her i det 11. århundrede. For at hjælpe klostret tillod kong Władysław II Jagiełło det i 1398 at forvandle den nærliggende landsby Mogilno til en by under tyske Magdeburgrettigheder.